# Henric Stierngranat
Henric Stierngranat, född 4 september 1770 i Stockholm, död 9 april 1849 i Jönköping, var en svensk militär. Han var far till Gustaf Georg Stierngranat.
Henric Stierngranat var son till vice presidenten Carl Johan Stierngranat och Florentina Hildebrand. Han blev korpral vid Livregementet till häst 1775, fanjunkare vid Husarregementet 1779, kornett där 1781, löjtnant 1788, ryttmästare vid Smålands kavalleriregemente 1791 och major där 1802. Stierngranat blev överstelöjtnant vid Smålands kavalleriregemente 1810, överste i armén 1814 och var chef för Jämtlands infanteriregemente 1817–1818. Han var 1818–1849 chef för Jönköpings regemente, blev 1821 generaladjutant i generalstaben och 1837 generalmajor i armén. Stierngranat blev 1805 riddare, 1829 kommendör och 1839 kommendör med stort kors av Svärdsorden.